# Matronae

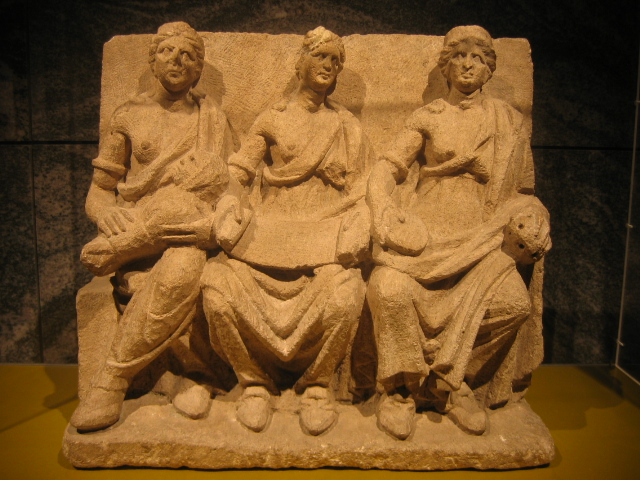
Relieve de terracota de las máithre, de Bibracte, ciudad de Aedui en la Galia.

Las máithre (siendo su singular en irlandés antiguo máthir) también conocidas por el término latino acuñado por Julio César Matronae, que abarca con su significado el de otros dos: el de Matres ("madres") y el de Matrones ("matronas"), ambos referidos a una tríada de antiguas deidades celtas femeninas encargadas del destino y, secundariamente, relacionadas con la guerra, dicha tríada siendo conformada por Badb, Macha y Nemain.  Además, en la mitología celta a la que pertenecen en ocasiones se representaban en compañía de Lug.
Eran veneradas por el paganismo celta en el noroeste de Europa, aunque se desconoce desde cuando exactamente, aún así se les veneraba ab ovo, según se recoge en el Lebor Gabála, aunque no se toma como una fuente documental fiable por su carácter de libro sagrado.
Se les representaba en objetos votivos y altares que incorporaban imágenes de diosas, presentadas, normalmente, de cuerpo entero en grupos de tres, y que añadían inscripciones (aproximadamente, la mitad de las conservadas tienen nombres celtas, y la otra mitad nombres germánicos); fueron veneradas en la Isla de Irlanda, las regiones celtizadas de Germania, en la Galia romana oriental y en el norte celta de las penínsulas itálica e ibérica (con una pequeña distribución in crescendo en otros lugares de esta última), adoraciones que habían sido reportadas por el ejército romano entre el siglo I y el V después de Cristo.
La información sobre las prácticas religiosas relacionadas con las máithre está limitada a lo que aparece en las piedras en las que se encuentran sus representaciones e inscripciones, de las que existen aproximadamente 1100 ejemplares.
Las máithre están relacionadas con las dísir y valquirias, así como con las nornas, parcas y moiras, sobre todo con estas últimas, bien atestiguadas en fuentes del siglo XIII. Influencias quizá producto de la interacción con los ráuracos, boyos y sécuanos. Las máithre también aparecen en relieves votivos e inscripciones de otras áreas ocupadas por la Antigua Roma, y recogidas por esta, entre ellas el sudeste de la Galia, como en Bibracte (ilustración), y también en la cultura romano-celta de Panonia, en forma de relieves similares e inscripciones dedicadas a Nutrices Augustae, encontradas en lugares del imperio romano como Ptuj, en la Baja Estiria.

## Motivos
Las máithre también eran representaciones de la maternidad ya que debido a su rol como administradoras y responsables del destino humano, estaban vinculadas con la natalidad, tanto así que frecuentemente se las representaba dispuestas junto a símbolos de la fertilidad, tales como cestas o cuernos de la abundancia de fruta y pan, o bebés. Se las representaba, normalmente, llevando largos vestidos y con un pecho o mama al descubierto. Localmente, pudieron estar asociadas con otras esferas de influencia más allá de la fertilidad y la maternidad. La línea entre las, un poco genéricas, Diosas-Madre y las más específicas diosas locales o insulares, como las mencionadas, es muy borrosa, pues los antiguos celtas tenían tendencia a adaptar la naturaleza o esfera de una deidad a diferentes tradiciones locales.

## Culto histórico
El culto a las máithre estaba especialmente extendido en las regiones célticas, habiéndose descubierto en Britania diversos restos escultóricos e inscripciones relacionadas con ellas, Como ya se mencionó, en la Galia, Germania, el norte de Italia y la Celtiberia eran adoradas, y en la medida en que el culto tuvo una extensa área de practicantes, ocurrió que las identidades de las máithre se diversificaron. Difirieron mucho de un lugar a otro, con muchísimos nombres, algunos de ellos expresando su patronato de una localidad: Deae Matres (o Matrones), los Suleviae, Alaferhuiae, Aufaniae, Cartovallensiae, Rumaneheihae, Domesticae, Comedovae, Vatviae y muchos otros. En Glanum, Provenza, fueron llamadas las Glanicae. Su número era el más probablemente influido por la tradición celta del triplismo, que consideraba al número tres particularmente de buen augurio. 
Hay también numerosas diosas matronales individuales en el Norte de Europa, muy difícil de distinguir de sus variedades triples (de las que derivan con frecuencia, o viceversa), aunque la versión triádica está claramente relacionada con las hadas de su misma mitología y las furias de la mitología romana, además de las ya mencionadas nornas de la mitología nórdica, actualmente perdura en forma de caricatura, en tiempos relativamente modernos, con las Tres brujas del Macbeth de Shakespeare.

## Culto contemporáneo
En otro orden de cosas, el conceptos de "triple diosa" es importante en las distintas ramas neopaganas de la brujería, en la que se suele unificar en una sola deidad a las máithre y relacionarlas con Hécate. Además de ello, tanto en la heterodoxia de la wicca celta como en la ortodoxia de la tradición druídica, las máithre siguen siendo adoradas por minorías religiosas.